# Neckera pennata
Neckera pennata (Gefiedertes Neckermoos) ist eine Laubmoos-Art aus der Familie Neckeraceae.

## Beschreibung
Die Art bildet graugrüne bis gelbgrüne, glänzende Rasen, ähnlich Neckera crispa, mit meist bis 5 (maximal 10) Zentimeter langen Stämmchen. Diese sind meist hängend mit aufgebogenen Spitzen, unregelmäßig fiederästig und verflacht beblättert. Flagellen (dünne, kleinblättrige Äste) sind selten. Die querwelligen, eiförmig-länglichen Blätter sind kurz gespitzt, der Blattrand an der Basis auf einer Seite eingebogen, sonst flach und im oberen Teil gezähnelt. Eine Blattrippe fehlt oder ist kurz und gegabelt.
Die Blattzellen der Blattmitte sind linealisch, 5 bis 8 µm breit und dickwandig, gegen die Blattspitze verlängert rhombisch, in den Blattecken rundlich.
Das Moos ist monözisch und bildet fast regelmäßig zahlreiche Sporenkapseln. Diese sind länglich eiförmig, besitzen eine nur sehr kurze, bis 1 Millimeter lange Seta, sind also fast sitzend angeordnet und werden von den Perichätialblättern überragt. Der kegelförmige Kapseldeckel ist kurz geschnäbelt. Die Sporen sind papillös und 15 bis 25 µm groß.

## Verbreitung
Neckera pennata kommt in Europa, Teilen Asiens, in Amerika, im tropischen Afrika sowie in Australien und Neuseeland vor. In Mitteleuropa ist die Art zwar weit verbreitet, jedoch oft selten oder gebietsweise sogar ausgestorben. Sie reagiert sehr empfindlich auf Luftverschmutzungen.

## Standortansprüche
Das Moos wächst meist auf der Borke von Laubbäumen in schattigen und luftfeuchten Wäldern der montanen Höhenstufe bis etwa 1000 Meter Seehöhe.